# Afromontane Wälder

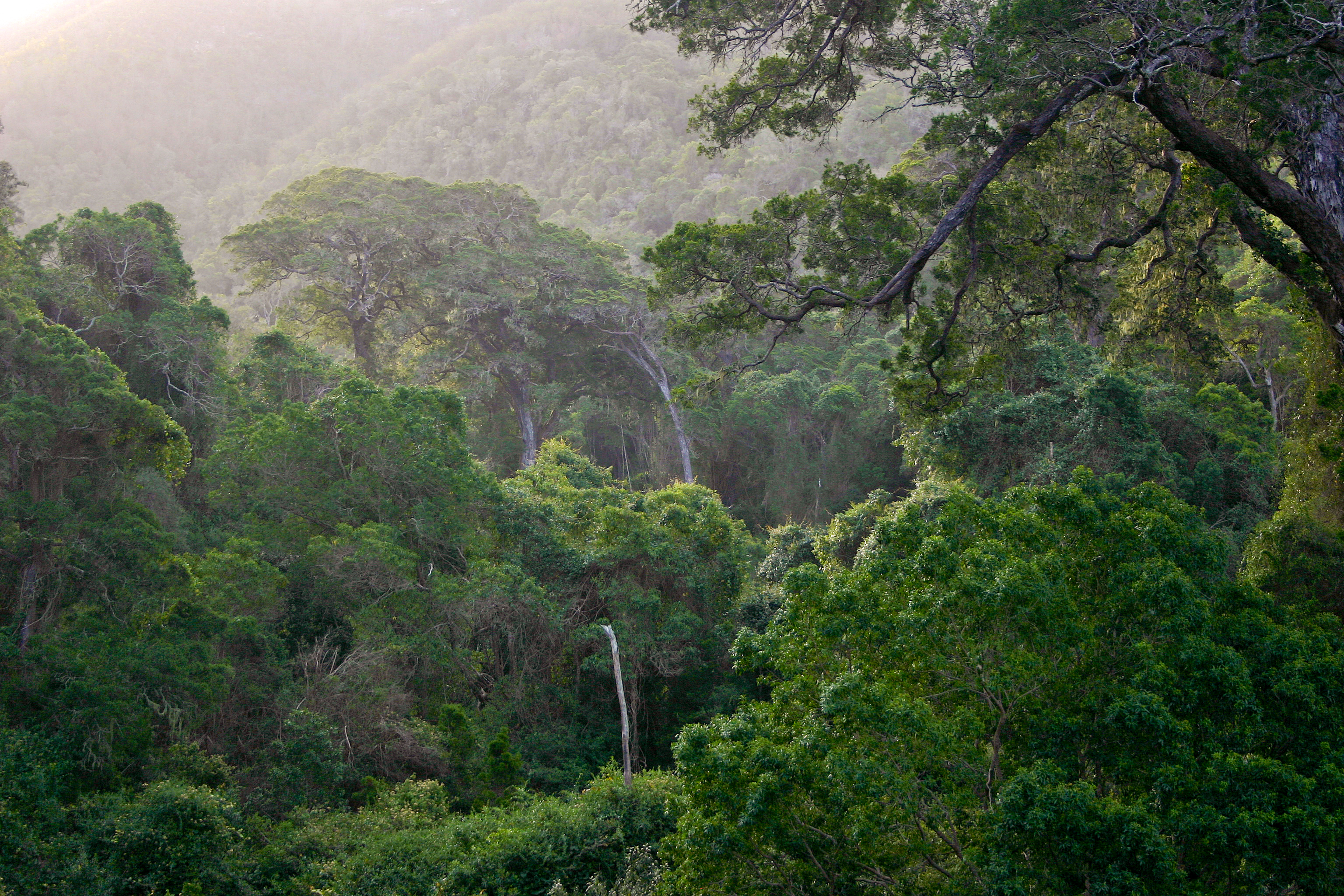
Afromontaner Wald des Nature’s Valley im Knysna Forest, Provinz Westkap in Südafrika

Afromontane Wälder sind immergrüne feuchte Bergwälder, die in warmtemperierten, humiden Gebirgsklimaten montaner Lagen tropischer und subtropischer Gebirge Subsahara-Afrikas und der arabischen Halbinsel vorkommen. Für die Existenz dieser Bergwälder sind Niederschläge zwischen 800/1000 und 2500 mm pro Jahr notwendig.
Das Hauptverbreitungsgebiet dieses inselartig verbreiteten Vegetationstyps erstreckt sich von den Drakensbergen im Süden Afrikas über die Gebirgssysteme beiderseits des afrikanischen Grabenbruchs bis nach Äthiopien. Erwähnenswert in Westafrika sind der Kamerunberg und das Hochland von Sierra Leone und die Bailundo Hochlandregionen in Angola. In Südafrika erheben sich die afromontanen Wälder aus dem Fynbos-Gebüsch der Ebene. Weiter nordwärts sind es verschiedene Graslandschaften und Savannen der Fußstufen. Richtung Äquator steigen die afromontanen Wälder immer höher und bilden in Ostafrika die hochmontane Vegetation oberhalb der tropischen Nebelwälder.
Obwohl die afromontanen Wälder – die von tropisch/subtropischen Nadelhölzern (etwa Breitblättrige Steineibe und Gewöhnliches Afrogelbholz) und Lorbeergewächsen gebildet werden – überall relativ artenarm sind, sind sie mit vielen alten Gattungen des erdgeschichtlichen Gondwanakontinentes wichtige Endemiten-Zentren. Sie sind heute durch extensive Landnutzung stark bedroht, wie etwa das Beispiel des Gishwati-Waldes zeigt. Neben der Convention on Biological Diversity (CBD) wurde mit der „Mountain Agenda“ durch die Konferenz von Rio 1992 erstmals Bergwäldern eine hohe Priorität eingeräumt, und das UNEP World Conservation Monitoring Centre (UNEP-WCMC) befasst sich inzwischen in einem Schwerpunkt mit dem Schutz tropischer Nebelwälder.
Ein Beispiel für die Struktur und das Erscheinungsbild solcher Wälder ist der Knysna Forest bei der gleichnamigen Stadt in Südafrika. Steineiben bilden mit 40 m Höhe die obere Baumschicht. Sie können bis 1.500 Jahre alt werden und erreichen einen Stammumfang von bis zu 6,5 m. Weitere Waldareale mit ähnlichen Merkmalen und endogenen Pflanzengemeinschaften existieren in den gering besiedelten Regionen zwischen dem Great Kei River und dem Mbhashe River („Transkei“).
Der Botaniker Frank White erkannte die übereinstimmenden Merkmale dieser Wälder, die er als charakteristische Vegetation zur Abgrenzung der afromontanen Regionen wählte.